# Turgesius
Turgesius (scritto anche Turgeis o Thorgest) (... – 845) fu un capo vichingo attivo in Irlanda che si dice abbia conquistato Dublino.
Non è chiaro se i nomi negli Annali irlandesi rappresentino l'antico norreno Thurgestr o Thorgísl.

## Biografia

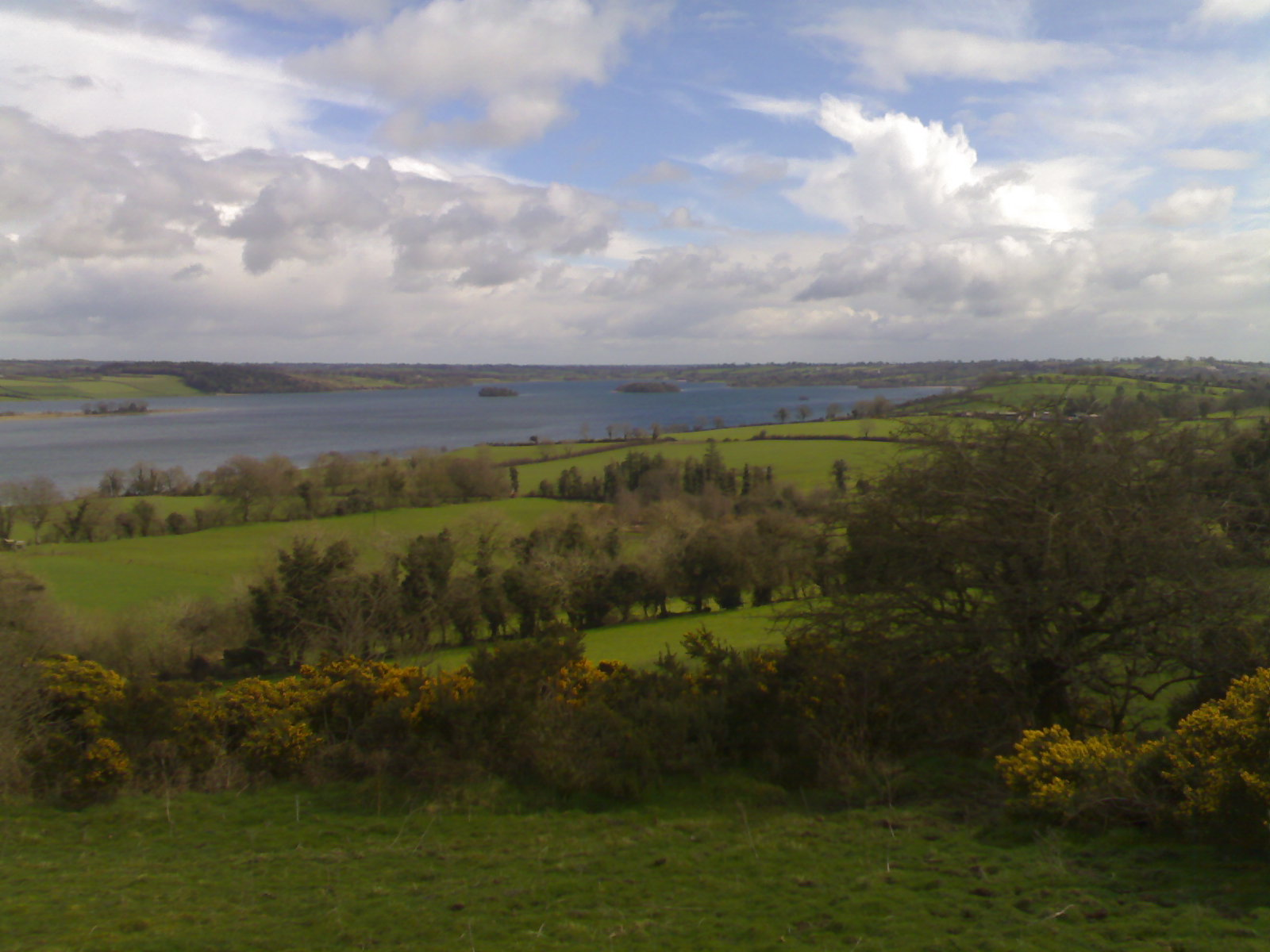
isola di Lough Lene

L'unico dato affidabile su Turgesius è la sua morte riportata negli Annali dell'Ulster. Nell'845 fu catturato da Máel Sechnaill mac Máele Ruanaid del clan Cholmáin ed annegato nel Lough Owel. In modo più dubbioso, gli Annali dei Quattro Maestri associano Turgesius con gli attacchi a Connacht, Mide ed al Monastero di Clonmacnoise nell'anno che ne precedette la morte. L'isola principale del Lough Lene prende il nome da lui. È stato ipotizzato che Yahya bn-Hakam el Bekri al Djayani sia stato ambasciatore presso questo re norreno.

## Mito
Nel XII secolo, quando fu composta l'opera irlandese Cogad Gáedel re Gallaib (it. "La guerra degli Irlandesi contro i Forestieri") per magnificare gli obbiettivi raggiunti da Brian Boru, Turgesius era diventato una figura importante. Giraldus Cambrensis che potrebbe aver avuto accesso ad una versione di quest'opera include racconti simili nel suo Topographia Hibernica. Questi racconti non vengono ritenuti veritieri.